# Демократическа партия на Молдова
Демократическа партия на Молдова (на румънски: Partidul Democrat din Moldova) е социалдемократическа политическа партия в Молдова.

## История
Партията е основана на 8 февруари 1997 година от Димитру Дяков, който до месец юни 2009 година е неин председател. На 10 юни 2009 година лидер на партията става Мариан Лупу.
В парламентарните избори от 6 март 2005 година партията участва в Блокът на Демократична Молдова, за който гласуват 28.53 процента от избирателите. Като цяло коалицията получава 34 места от 101 в молдовския парламент, а партията в създадената коалиция 8 места.

## Резултати
| 1998         | Парламентарни | 294 691 | 18.16 | 24 / 101 |
| 2001         | Парламентарни | 79 757  | 5.02  | 0 / 101  |
| 2005         | Парламентарни | 444 377 | 28.53 | 8 / 101  |
| 2009 (април) | Парламентарни | 45 698  | 2.97  | 0 / 101  |
| 2009 (юли)   | Парламентарни | 198 268 | 12.54 | 13 / 101 |
| 2010         | Парламентарни | 218 861 | 12.72 | 15 / 101 |
| 2014         | Парламентарни | 252 489 | 15.80 | 19 / 101 |
| 2019         | Парламентарни | 334 544 | 23.62 | 30 / 101 |